# Лаптев, Степан Васильевич
Степан Васильевич Лаптев (1900, Мошкино, Вятская губерния — 28 октября 1968, Сеятель, Краснодарский край) — сапёр 491-го отдельного пулемётно-артиллерийского батальона 106-го стрелкового корпуса 40-й армии 4-го Украинского фронта, рядовой.

## Биография
Родился в 1900 году в деревне Мошкино (ныне — Лебяжского района Кировской области). Работал в поле, помогал родителям. Участник гражданской войны. В 1930-е годы активно участвовал в создании колхоза в родной деревне. Работал бригадиром, затем счетоводом.
В августе 1942 года был призван в Красную Армию. С того же месяца участвовал в боях под Тихвином в составе сибирской дивизии. Был ранен осколком снаряда. После госпиталя прибыл в 491-й отдельный пулемётно-артиллерийский батальон 159-го укрепрайона 40-й армии. Стал сапёром.
В мае-июне 1944 года в районе 30-40 км восточнее города Кишинёв установил вместе с бойцами батальона 950 противотанковых и противопехотных мин. 27 июня, при подготовке наступления, снял более 20 противотанковых мин противника, сделал проход в инженерных заграждениях. Приказом от 31 июля 1944 года рядовой Лаптев Степан Васильевич награждён орденом Славы 3-й степени.
В октябре 1944 года сапёр Лаптев проделал два прохода в проволочных заграждениях врага, обезвредил 47 мин. Приказом от 20 ноября 1944 года рядовой Лаптев Степан Васильевич награждён орденом Славы 2-й степени.
В ночь на 4 апреля 1945 года в районе населённого пункта Муте рядовой Лаптев с напарником проделали проход в минных заграждениях противника, сняли более 10 мин. На утро, отправившись в тыл, обнаружили группу противников численностью до взвода, скрытно продвигающуюся в тыл нашего батальона. Два сапёра заняли позицию и приняли бой. Автоматным огнём и гранатами они уничтожили более 10 солдат врага.
Указом Президиума Верховного Совета СССР от 15 мая 1946 года за исключительное мужество, отвагу и бесстрашие, проявленные на заключительном этапе Великой Отечественной войны в боях с вражескими захватчиками, гвардии рядовой Лаптев Степан Васильевич награждён орденом Славы 1-й степени. Стал полным кавалером ордена Славы.
Демобилизовавшись в 1946 году, С. В. Лаптев вернулся в родную деревню. Почти двадцать лет он трудился в родном колхозе. Неоднократно избирался депутатом сельского совета. В 1965 году тяжело заболел, сказались фронтовые раны. По рекомендации врачей переехал на Кубань. Скончался 28 октября 1968 года он умер. Похоронен на хуторе Сеятель Курганинского района Краснодарского края.

## Награды
- орден Славы 3-х степеней
- медаль «За победу над Германией в Великой Отечественной войне 1941–1945 гг.»[1].